# 王玉 (元朝)
王玉（1191年—1260年），赵州宁晋县（今河北省宁晋县）人，金朝末年军事人物。
开始在金朝为万户，镇守赵州（今河北省赵县）。蒙古帝国攻打金朝时，率众归附国王木华黎。跟随木华黎攻打河北邢州、洺州、磁州三州，又攻打山东济南府等地，因为长得高，号称“长汉万户”。攻打山西泽州、潞州，破平阳府，攻下太原府、汾州、代州等地。以功署为元帅府监军金将武仙降蒙之后复叛，王玉跟随史天泽将其击败，攻占真定（今河北省正定县）。以功被授为权真定五路万户，假赵州庆源军节度副使。其子王忱。

## 延伸阅读
[在维基数据编辑]
 《元史·卷151》，出自宋濂《元史》
 《新元史/卷148》，出自柯劭忞《新元史》